# Lysiteles mandali
Lysiteles mandali är en spindelart som först beskrevs av Benoy Krishna Tikader 1966.  Lysiteles mandali ingår i släktet Lysiteles och familjen krabbspindlar. Inga underarter finns listade i Catalogue of Life.